# Odobești, Dâmbovița
Odobesti là một xã thuộc hạt Dâmbovița, România. Dân số thời điểm năm 2002 là 5274 người.